# Vladimir Rakić
Vladimir Rakić (* 15. März 1977 in Jugoslawien) ist ein serbischer Volleyballspieler.

## Karriere
Rakić begann seine sportliche Karriere 1993 bei OK Partizan Belgrad. Drei Jahre später wechselte er innerhalb der Hauptstadt zu OK Obilić Belgrad. Von 1998 bis 2000 spielte er für Milicionar Belgrad. Anschließend ging der Junioren-Nationalspieler erstmals ins Ausland zum französischen Verein Beauvais Oise. 2002 kehrte er in seine Heimat zurück und spielte zwei Jahre bei OK Roter Stern Belgrad. Mit diesem Verein gewann er 2003 ebenso die nationale Meisterschaft wie 2005 mit seinem neuen Team OK Budućnost Podgorica. 2006 wurde er vom deutschen Bundesligisten evivo Düren verpflichtet. In seiner ersten Saison trug er dazu bei, dass evivo zum dritten Mal in Folge deutscher Vizemeister wurde. 2008 erreichte Düren mit Rakić das Endspiel im DVV-Pokal. 2009 wechselte der Serbe gemeinsam mit Heriberto Quero zum Bundesliga-Aufsteiger TV Bühl. Nachdem die Bühler 2010 den Einzug in die Playoffs geschafft hatten, reichte es in der folgenden Saison nur zum elften Rang. 2011 wurde Rakić Trainer der ersten Damen-Mannschaft des Vereins in der Verbandsliga.